# Pawel Tschilin
Pawel Tschilin (russisch Павел Чилин, englische Transliteration Pavel Chilin, * 17. Januar 1958 in Moskau) ist ein Orgelbauer, bis 2016 der einzige in Russland.

## Leben
Pawel Tschilin interessierte sich bereits als Kind für den Instrumentenbau und stellte erste kleine Instrumente her. Während seines Studiums am Institut für Luftfahrtproduktion (ЛИАП) in Leningrad baute er eine Elektrische Geige, eine Elektrogitarre und zwei Synthesizer für die Rockband, in der er spielte. Nach seinem Studium arbeitete er als Elektromechaniker in einem Werk für Marineproduktion.
1988 baute Tschilin seine erste kleine Orgel. Er eignete sich als Autodidakt das Wissen über den Orgelbau aus Büchern an. Seit 1991 ist er selbstständiger Orgelbauer. 1992 und 1994 präsentierte Tschilin eigene Instrumente beim Festival für Alte Musik in Berlin. 1993 lernte er zudem bei Jürgen Ammer, der historische Tasteninstrumente herstellt.
Tschilin war bis 2016 der einzige Orgelbauer in Russland. Er schuf Instrumente für Kirchen, Musikschulen und andere Einrichtungen. Seine größte Orgel mit 14 Registern und zwei Manualen steht in der katholischen Kirche in Snamensk. Pawel Tschilin baut Portativ. Seine Instrumente stehen unter anderem in Deutschland und Polen. 2002 wurde über ihn der Dokumentarfilm The very best day von Pawel Medwedjew gedreht.
Tschilin lebt im Dorf Sablino bei Sankt Petersburg. Er ist verheiratet und hat einen Sohn.

## Werkliste (Auswahl)
Orgeln
| Jahr | Opus | Ort                   | Gebäude                                     | Bild | Manuale | Register | Bemerkungen                              |
| ---- | ---- | --------------------- | ------------------------------------------- | ---- | ------- | -------- | ---------------------------------------- |
| 1996 | 16   | St. Petersburg        | Musikschule «Eglerio»                       |      | II/P    | 2        | bis 2018 in Mariä-Himmelfahrt-Kathedrale |
| 1997 | 18   | Kanneljärvi, Karelien | Lutherische Kirche                          |      | I/P     | 2        |                                          |
| 1999 | 23   | Moskau                | J.-S.-Bach-Schule                           |      | II/P    | 6        |                                          |
|      | 33   | St. Petersburg        | Chorschule M. I. Glinka                     |      | II/P    | 9        |                                          |
| 2006 | 50   | Moskau                | Gnessin-Institut, Klasse 74                 |      | II/P    | 6        |                                          |
| 2007 | 51   | Ischewsk              | Kinderkunstschule Nr. 3                     |      | II/P    | 4        |                                          |
| 2010 | 53   | Moskau, Kolomensk     | Zarenpalast Alexeis I. (Rekonstruktion)     |      | II/P    | 6        |                                          |
| 2016 | 66   | Snamensk, Kaliningrad | Kirche der Schmerzensreichen Gottesmutter   |      | II/P    | 14       |                                          |
|      |      | St. Petersburg        | Rimski-Korsakow-Musikschule, Klasse 35      |      | II/P    | 2        |                                          |
|      |      | St. Petersburg        | Ochtinski-Zentrum für ästhetische Erziehung |      | I/P     | 3        |                                          |